# Isla Bardsey
La Isla Enlli (en galés: Ynys Enlli, en ingles: Bardsey Island) es una isla del Reino Unido localizada en el mar de Irlanda, en la bahía de Cardigan, frente a la península de Lleyn (Llŷn en galés), en el condado de Gwynedd, al norte Gales. En la isla se encuentra un monasterio fundado por San Cadfan en el siglo VI y el Observatorio de Aves y Campo de Bardsey (Bardsey Bird and Field Observatory). Su punto más alto es la cumbre Mynydd Enlli. 
Alberga una pequeña población permanente de menos de diez personas, que crece durante los meses de verano por los visitantes que residen en otras viviendas de la isla. Solo una de las originales casas de campo 'crogloft' sobrevive, ya que el resto fueron reconstruidas durante la década de 1870 con sólidas granjas contiguas o separadas. Todas ellas poseen un conjunto de granjas rodeadas por altos muros para resguardarse de las adversidades del tiempo atmosférico. Todos los edificios están catalogados por Cadw (la Organización de Antiguos e Históricos Monumentos Galeses, Welsh Historic & Ancient Monuments Organisation en inglés). Poco ha cambiado en la isla desde entonces. De hecho, el último edificio erigido fue la capilla en 1875. No hay un suministro de electricidad permanente, la mayor parte de los hogares confían en las velas y pequeñas lámparas de gas. Una línea telefónica al resto de la red pública no fue establecida sino en 2001, y además el sistema telefónico en la isla todavía utiliza teléfonos wind the handle con todas las viviendas en el mismo 'party line'. 
El término coloquial galés para aseos tŷ bach ("pequeña casa") todavía se refiere en Bardsey a una pequeña casa al final del jardín.
La isla pertenece y es dirigida por la «Fundación Isla Bardsey» (Bardsey Island Trust) (ver vínculo externo abajo) que la adquirió en 1979 después de recaudar dinero mediante suscripción pública. Durante muchos años previos había formado parte de los bienes de la familia Newborough de Glynllifon cerca de Caernarfon. En su máximo albergó una población de 92 personas en el censo de 1851. Fue tradición para los hombres más mayores en la isla nombrar Brenin Enlli (Rey de Bardsey), coronado por Lord Newborough o su representante. La actual corona se guarda en el Museo Marítimo en Liverpool, aunque se han realizado peticiones para que regrese a la isla.
Para 1935 la población había caído a 33 habitantes. A medida que ésta disminuía, la pequeña escuela en la isla, llevada por el ayuntamiento, cerró hacia 1950.

## Geología

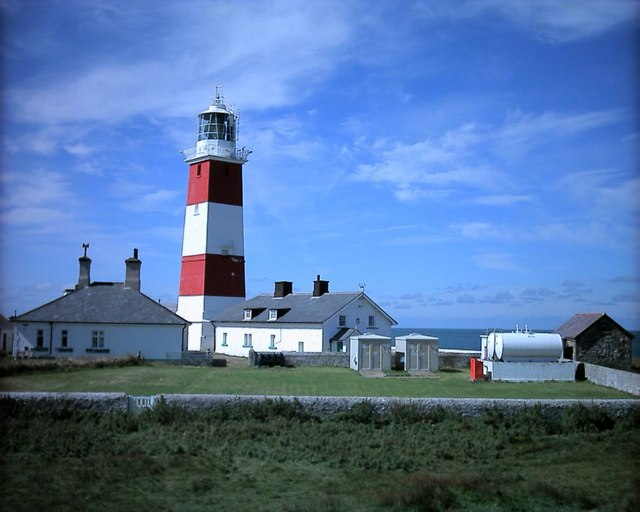
Faro de Bardsey.

Tal y como ocurre en el oeste y el norte de la cercana isla de Llŷn, la isla Bardsey está formada por rocas del Precámbrico tardío Gwna . Las rocas son un mélange, a menudo referido como Gwna Mélange, que contiene una extraordinaria mezcla de clastos de todos los tamaños de incluso hasta 100 m de diámetro y de muy variados tipos, incluyendo orígenes tanto sedimentarios como de rocas ígneas. En los acantilados de la costa noroeste de la isla se pueden observar bloques de granito tallado dentro de la mezcla. En otros lugares se pueden encontrar clastos de cuarcita, caliza, arenisca, esquistos arcillosos, jaspe y basalto. El depósito se interpreta como un olistostroma, un deslizamiento submarino gigante, posiblemente provocado por un terremoto hace unos 614 millones de años.
Un dique de dolerita original de la edad del Ordovícico se encuentra en la melange de Trwyn y Gorlech en el norte, mientras que un diqude de dolerita del Olivino de la era terciaria se puede divisar en Cafn Enlli al sureste. Otros diques se encuentran en los acantilados de Ogof y Gaseg ya Ogof Hir .
Una capa delgada de glacial de tipo till se extiende por el centro de la isla, un relicto del último periodo glacial del mar irlandés. Existe una pequeña franja de arena en Porth Solfach en la costa oeste y un corrimiento de tierras en Briw Cerrig al pie de los acantilados de la costa este.

## Historia
La isla fue habitada en el neolítico ya que existen restos de círculos de chozas en la isla. Durante el siglo v la isla se convirtió en un refugio para los cristianos perseguidos y existía un pequeño monasterio celta. En 516 San Cadfan llegó de Bretaña y, bajo su dirección, se construyó la Abadía de Santa María. Durante siglos la isla era conocida como "el lugar santo del entierro para todos los mejores y más valientes de la Tierra". Los bardos lo llamaron "la tierra de las indulgencias, la absolución y el perdón, el camino al Cielo y la puerta al paraíso", y en la época medieval se instauraron tres peregrinaciones hacia Bardsey Island para ser equivalente al alma como la peregrinación a Roma. En 1188 la abadía era todavía una institución céltica, pero hacia 1212 perteneció a los agustinos. Muchas personas todavía realizan el viaje a Aberdaron y Uwchmynydd cada año tras las huellas de los santos, aunque hoy solo se encuentran las ruinas del campanario del siglo xiii de la antigua abadía. Una cruz celta en medio de las ruinas conmemora los 20 000 santos que se dice, fueron enterrados en la isla.
San Deiniol, el obispo de Bangor, fue enterrado en la isla en 584. San Dyfrig también fue enterrado en la isla Bardsey, aunque en 1120 sus restos fueron trasladados a Llandaff.

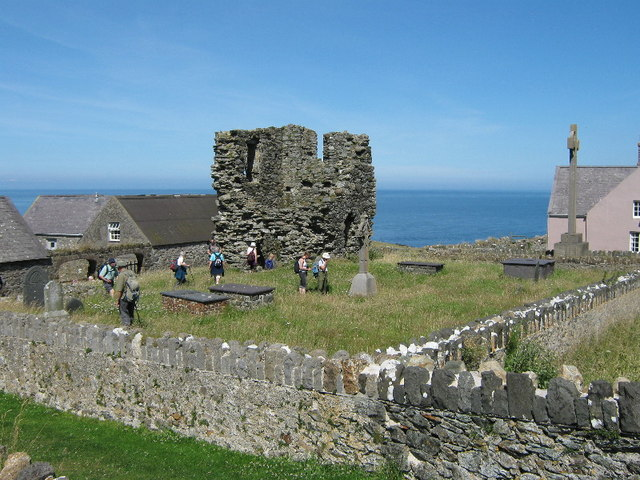
Las ruinas de la abadía de St Mary's

La abadía de St Mary's fue demolida en 1537 por orden de Enrique VIII. Se tomaron elementos de la abadía para Llanengan que se utilizará en la nueva iglesia parroquial.

La Ley de Supresión de los Actos Religiosos en 1536, por orden de Enrique VIII, se tradujo en la demolición de la abadía de Santa María en 1537. La sillería del coro, dos pantallas y las campanas fueron trasladadas a Llanengan, donde entonces, la iglesia parroquial se encontraba en construcción.
Durante muchos años, la isla Bardsey formó parte del Estado de Newborough y entre 1870 y 1875 se reconstruyeron las granjas de la isla, se abrió una pequeña cantera de piedra caliza y un horno de cal. Carreg y Plas Bach son edificios separados pero los ocho restantes fueron construidos como casas adosadas, cada par con dependencias situadas alrededor de un patio compartido. Los edificios están considerado como Grado II y, en 2008, Cadw aprobó una donación de 15 000 libras esterlinas para cubrir la primera fase de la reparación. Solo una de las cabañas croglofft originales se encuentra levantada en Carreg Bach. Teniendo en cuenta la elección de un puerto o una nueva iglesia, en 1875 los isleños solicitaron a la finca la proporción de un lugar de culto, con lo que se construyó una capilla metodista.
En 1881 la isla tenía una población de 132 habitantes. En 1961 la población había descendido a 17 habitantes. En la isla se encuentra una pequeña escuela, abierta en una antigua capilla desde 1919 hasta 1953 y para 2003 la población se había reducido a tan solo 4 habitantes.
En 1925 el diario El Sol publicaba que los 50 habitantes de la isla habían decidido abandonarla "a causa del aburrimiento en que se encuentran por la dificultad de comunicaciones y lo detestable del clima". La consiguiente falta de súbditos llevó al Rey Mr. Pritchard, cuya mayor edad le confería el honor de detentar la soberanía, a presentar la abdicación.
Bardsey Island Trust (en galés: Ynys Ymddiriedolaeth Enlli) compró la isla en 1979, tras una apelación con el apoyo de la Iglesia de Gales y muchos académicos galeses, así como figuras públicas. La confianza que se financia a través de suscripciones de membresía, subvenciones y donaciones, y se dedica a la protección de la vida silvestre, los edificios y los sitios arqueológicos de la isla; la promoción de su vida artística y cultural; y animar a la gente a visitar como un lugar de belleza natural y la peregrinación. Cuando, en 2000, el fideicomiso anuncia que las 180 ha de la granja de ovejas en la isla, tenía 1100 aplicaciones. El alquiler se encuentra actualmente en manos de la Sociedad Real para la Protección de las Aves, y la tierra se las arregló para mantener el hábitat natural. Avena, nabos y colinabos se cultivan; cabras, patos, gansos y pollos.

## Peregrinaje
La isla se convirtió en un lugar de peregrinaje, especialmente popular con peregrinos que venían a morir y ser enterrados en la isla, de ahí surgió la tradición de que veinte mil santos estén enterrados en la isla. Tres peregrinajes a Bardsey fueron calificados como equivalentes a un peregrinaje a Roma. San Deiniol y San Dubricius fueron enterrados en la vieja abadía antes de ser trasladados a Bangor y a la Catedral de Llandaff respectivamente. Se dice que Merlín el Mago aún sigue encarcelado en la isla.

## Atractivos
Los atractivos en la isla incluyen un campanario del siglo XIII, varias cruces celtas y una gran variedad de aves. Bardsey es una Reserva Natural Nacional y un Lugar de Especial Interés Científico. El faro cuadrado más alto en Gran Bretaña fue construido en 1821.
Botes esporádicos para visitantes diarios navegan a la isla desde Pwllheli y Aberdaron.

## La manzana de la isla Bardsey
De esta isla procede la manzana homónima, la manzana de la isla Bardsey, un fruto originalmente exclusivo de esta isla, aunque actualmente algunos se pueden comprar algunos arbolitos y llevárselos a otras partes del mundo. Fue originalmente descrita por los medios como «La Manzana más rara del Mundo». Se cree que estos manzanos crecen allí desde los años siguientes a 1300, cuando la isla estaba habitada por monjes. Sin embargo, debido al aislado paradero de la isla no fue oficialmente identificada y clasificada hasta que Ian Sturrock envió un ejemplar a la Colección Nacional de Fruta (National Fruit Collection), en Brogdale, Kent en 1998. Esta variedad es ahora conocida como Afal Enlli.